# Ficus grossularioides
Ficus grossularioides là một loài thực vật có hoa trong họ Moraceae. Loài này được Burm.f. mô tả khoa học đầu tiên năm 1768.